# (No More) Love at Your Convenience
Singles de Alice Cooper
You and Me
(1977) How You Gonna See Me Now
(1978)
(No More) Love at Your Convenience est une chanson d'Alice Cooper issue de l'album Lace and Whiskey. La chanson a été publiée en single via Warner Bros. Records sortie le 25 mars 1977 au Royaume-Uni. Le single s'est classé à la 44e position au Royaume-Uni la semaine du 28 mai 1977. Le single est réédité cinq années plus tard, publié le 12 février 1982 avec Generation Landslide en tant que face-b.
La chanson (No More) Love at Your Convenience ne faisait à l'origine pas partie de la sélection pour la liste des titres qu'Alice Cooper avait choisie pour Lace and Whiskey. Mais Alice Cooper laissa le label Rhino Entertainment décider pour les titres, c'est alors que la maison de disques suggéra (No More) Love at Your Convenience, laissant dans l'embarras le chanteur à l'idée de présenter une chanson disco.
A l'occasion de la sortie du coffret The Life and Crimes of Alice Cooper en 1999, Alice Cooper déclara dans une interview que jamais il n'incluerait le titre (No More) Love at Your Convenience dans une compilation, expliquant qu'il a toujours détesté cette chanson et la musique disco, que ce n'est pas une chanson d'Alice.

« Je ne sais pas si nous essayions de nous moquer du disco ou si nous étions sérieux, mais la chanson est sortie et j'ai pensé : C'est juste horrible. »

— Alice Cooper

## Liste des titres
Tous les titres ont été écrits et composés par Alice Cooper, Dick Wagner et Bob Ezrin, sauf indication.
| A. | (No More) Love at Your Convenience | 3:49 |
| B. | You and Me (Cooper, Wagner)        | 5:11 |

| A. | (No More) Love at Your Convenience | 3:49 |
| B. | It's Hot Tonight                   | 3:22 |

| A. | (No More) Love at Your Convenience | 2:48 |
| B. | I Never Wrote Those Songs (Edit)   | 4:10 |

| A. | (No More) Love at Your Convenience | 3:49 |
| B. | My God                             | 5:42 |

| A. | (No More) Love at Your Convenience                           | 3:49 |
| B. | Generation Landslide (Cooper, Bruce, Smith, Dunaway, Buxton) | ?:?? |